# Трофимов, Василий Григорьевич
Василий Григорьевич Трофимов (26 апреля 1920, Иванищевское, Екатеринбургская губерния — 23 апреля 1988, Бельцы) — бригадир экскаваторщиков рудника «Мирный» треста «Якуталмаз» Северо-Восточного совнархоза, Якутская АССР. Герой Социалистического Труда (1964). Участник Советско-японской войны, ефрейтор.

## Биография
Василий Григорьевич Трофимов родился 26 апреля 1920 года в рабочей семье в селе Иванищевском Иванищевского сельсовета Иванищевской волости Шадринского уезда Екатеринбургской губернии, ныне деревня входит в Шадринский муниципальный округ Курганской области.
С 1938 года трудился на Свердловском металлургическом заводе.
В 1941 году призван Егоршинским РВК в Рабоче-крестьянскую Красную армию, ефрейтор. Служил стрелком в 1-й стрелковой роте 57-го стрелкового полка 12-й стрелковой дивизии 2-й Краснознамённой армии 2-го Дальневосточного фронта. Участвовал в Советско-японской войне.
Член ВКП(б), в 1952 году партия переименована в КПСС.
После демобилизации в 1945 году окончил курсы машинистов-экскаваторщиков. Работал экскаваторщиком в тресте «Волчанскуголь» в городе Волчанске Свердловской области. Ежегодно перевыполнял план, за что был награждён в 1957 году орденом «Знак Почёта».
В 1957 году по партийной путёвке отправился в посёлок Мирный Якутской АССР, где стал работать машинистом экскаватора на карьере «Мирный» треста «Якуталмаз». Был назначен бригадиром машинистов.
Участвовал во всесоюзном социалистическом соревновании среди экскаваторщиков. Наряду с экскаваторщиками Николаем Васильевичем Титовым, Иваном Иосифовичем Серебряковым и Семёном Митрофановичем Васильевым, работавшими в тресте «Якуталмаз», стал одним из рекордсменов союзного значения по погрузке горной массы на один кубометр ковша экскаватора в год. Бригада Василия Трофимова, работавшая на экскаваторе ЭКГ-4, первая в тресте «Якуталмаз» за свои трудовые достижения была удостоена звания «Бригада коммунистического труда». Бригада, участвовавшая во всесоюзном соревновании по погрузке горной массы на один кубометр экскаваторного ковша в год, отгружала на один кубометр ёмкости ковша в среднем за год 158 тысяч кубических метров при годовом плане в 130 кубических метров. Суточная норма выработки бригады составляла 111 %. За выдающиеся успехи, достигнутые в создании алмазодобывающей промышленности в Якутской АССР удостоен звания Героя Социалистического Труда указом Президиума Верховного Совета СССР от 24 января 1964 года с вручением ордена Ленина и золотой медали «Серп и Молот».
В 1974 году за участие в разработке проекта строительства комплекса горно-обогатительного карьера на месторождении «Мир» награждён Государственной премией Совета министров СССР.
После выхода на пенсию переехал в город Бельцы Молдавской ССР.
Василий Григорьевич Трофимов скончался 23 апреля 1988 года в городе Бельцы Молдавской ССР, ныне муниципий (город республиканского значения) Бельцы Республики Молдова. Похоронен <где?>.

## Награды
- Герой Социалистического Труда, 24 января 1964 года
  - Медаль «Серп и Молот» № 8291
  - Орден Ленина № 344343
- Орден Отечественной войны II степени, 6 апреля 1985 года[4]
- Орден «Знак Почёта», 26 апреля 1957 года
- Медаль «За боевые заслуги», 3 сентября 1945 года[5][6]
- Медаль «За трудовую доблесть», 26 апреля 1963 года
- Премия Совета Министров СССР, 1974 год